# Polina Oszipenko járás
A Polina Oszipenko járás (oroszul Район имени Полины Осипенко) Oroszország egyik járása a Habarovszki határterületen. Székhelye Polina Oszipenko-falu.

## Népesség
- 1989-ben 7 651 lakosa volt.
- 2002-ben 6 568 lakosa volt.
- 2010-ben 5 195 lakosa volt.